# 馬龠
馬龠（1474年—？年），字汝載，四川顺庆府西充县人，民籍。明朝進士、官员。

## 生平
弘治八年（1495年）乙卯科四川鄉試第十二名舉人，十二年（1499年）己未科會試第二百十二名，第二甲第八十二名進士，正德十四年（1519年）官至湖广德安府知府。嘉靖二年二月以考察调用。

## 家族
曾祖馬覺照；祖父馬鐸。父馬廷用，通議大夫南京禮部右侍郎。母何氏，封淑人。具庆下。兄馬金，成化二十年進士。馬介、馬俞。弟馬仝、馬企（義官）。